# Журавиці (Нижньосілезьке воєводство)
Журавиці (пол. Żurawice) — село в Польщі, у гміні Кобежиці Вроцлавського повіту Нижньосілезького воєводства.
Населення — 150 осіб (2011).
У 1975-1998 роках село належало до Вроцлавського воєводства.

## Демографія
Демографічна структура станом на 31 березня 2011 року:
|          | Загалом | Допрацездатний вік | Працездатний вік | Постпрацездатний вік |
| -------- | ------- | ------------------ | ---------------- | -------------------- |
| Чоловіки | 73      | 10                 | 57               | 6                    |
| Жінки    | 77      | 16                 | 46               | 15                   |
| Разом    | 150     | 26                 | 103              | 21                   |